# GAZ-62
GAZ-62 – lekki samochód ciężarowy produkowany przez firmę GAZ w latach 1959–1962. Do napędu użyto silnika R6 o pojemności 3,5 litra. Samochód wyposażony był w 4-biegową skrzynię biegów z reduktorem. W 1959 GAZ-62 przeszedł modernizację wyglądu nadwozia, zwiększono także moc silnika.

## Dane techniczne

### Silnik
- R6 3,5l (3485 cm³), 2 zawory na cylinder, OHV, benzynowy
- Układ zasilania: gaźnik
- Średnica cylindra × skok tłoka: b/d
- Stopień sprężania: b/d
- Moc maksymalna: 76 KM przy 3000 obr./min / 85 KM (po 1959)
- Maksymalny moment obrotowy: b/d

### Osiągi
- Prędkość maksymalna: 70 km/h (80 km/h po 1959)
- Średnie zużycie paliwa: b/d

### Inne
- Ładowność: 1100 kg
- Koła: 11,0 × 16 cali